# Pseuderastria larentica
Pseuderastria larentica là một loài bướm đêm trong họ Noctuidae.